# L'uomo di mondo (de La Vega)
L'uomo di mondo (El hombre de mundo) - commedia in quattro atti in versi del drammaturgo argentino Ventura de la Vega (1807-1865) rappresentata per la prima volta nel 1845

## Trama
L'uomo di mondo è una commedia d'intreccio. Luis, già "uomo di mondo", è felicemente sposato con Clara. Giunge a casa sua Juan, uno scapolo libertino vecchio amico di Luis. Juan ricorda all'amico alcune avventure di gioventù, in particolare la volta in cui una donna, amante di Luis, lo portò a casa sua ma facendolo invitare dal marito in quanto lei fingeva di non conoscerlo. Poiché Clara ha chiesto al marito di poter portare a casa il giovane Antoñito, affermando che è un corteggiatore di sua sorella Emilia, Luis teme che la moglie e Antoñito siano amanti e i due abbiano architettato un inganno simile a quello messo in atto da lui in passato. Una serie di circostanze aumentano i sospetti di Juan e, viceversa, fanno nascere in Clara il sospetto che il marito abbia per amante la cameriera Benita.

## Edizioni
- Ventura de la Vega, El hombre de mundo: comedia original en cuatro actos y en verso, Madrid: Impr. de Don Cipriano Lopez, 1849 (Nel frontespizio: Esta comedia ha sido aprobada para sur representacion por la Junta de censura de los Teatros del Reino, en 27 de Junio de 1849)
- El hombre de mundo; La muerte de César, Buenos Aires; México: Espasa-Calpe Argentina, 1944
- El hombre de mundo; edicion, introduccion y notas de Jose Montero Padilla, Salamanca: Anaya, 1969
- L'uomo di mondo: commedia in 4 atti; tradotto in versi italiani da Elia Gutri, Napoli: Libreria fratelli D'Ambra, 1879